# Валиев, Курбан Агапович
Курбан Агапович Валиев (16 декабря 1906 — 26 июня 1980) — мастер по добыче нефти нефтепромысла № 3 нефтепромыслового управления «Альметьевнефть» Татарского совнархоза, Герой Социалистического Труда.

## Биография
Родился 16 декабря 1906 года в деревне Старые Челны, ныне Алькеевского района Республики Татарстан, в крестьянской семье. Татарин. В 1921 году от голода умерли родители и 15-летний подросток, спасаясь от голода, пошел искать работу. Самостоятельно добрался до города Астрахань, затем перебрался на Северный Кавказ, в город Грозный. Здесь сначала устроился батраком. Вскоре перешел работать на нефтепромыслы. С этого дня связал он свою жизнь с нефтяной промышленностью.
С 1926 года трудился на 1-м промысле треста «Октябрьнефть» объединения «Грознефтедобыча», был рабочим, землекопом, слесарем, насосным мастером. Когда началась Великая Отечественная война, был призван на фронт. В одном из боев был тяжело ранен и вернулся на нефтепромыслы уже в родные края, В 1942—1943 годах работал мастером по подземному ремонту скважин нефтепромысла № 2 нефтепромыслового управления «Бугурусланнефть» треста «Кинельнефть». В 1943 году вернулся в город Грозный, возглавил комплексную бригаду, и вскоре он стал одним из лучших мастеров нефтедобычи.
В декабре 1949 года, когда открыли нефть в Татарии, вернулся на родину и в 1950 году в качестве первого мастера по добыче нефти в республике принял скважины Ромашкинского месторождения. С 1950 года работал мастером по добыче нефти и газа-нефтепромысла № 2 нефтепромыслового управления «Альметьевнефть» производственного объединения «Татнефть».
Курбан Валиев стал первопроходцем на новых нефтепромыслах. Его бригада увеличивала производительность труда в пять раз, осваивала самые прогрессивные методы труда. Для обучения операторов и дизелистов он организовал курсы техминимума и стахановскую школу. Его передовой опыт изучили многие сотни нефтяников.
Указом Президиума Верховного Совета СССР от 19 марта 1959 года за выдающиеся успехи, достигнутые в деле развития нефтяной и газовой промышленности, Валиеву Курбану Агаповичу присвоено звание Героя Социалистического Труда с вручением ордена Ленина и золотой медали «Серп и Молот».
Продолжал работать в объединения «Татнефть». До 1970 года был мастером по добыче нефти и газа, сменный помощник заведующего нефтепромыслом № 2, заместитель начальника цеха поддержания пластового давления нефтепромыслового управления «Алькеевнефть». В 1970—1971 годах — начальник смены районной инженерно-технологической службы № 3 нефтегазодобывающего управления «Джалильнефть». В 1971—1980 годах — начальник смены районной инженерно-технологической службы по поддержанию пластового давления, оператор подземного ремонта скважин цеха поддержания пластового давления, оператор по добыче нефти и газа нефтепромысла № 4 нефтегазодобывающего управления «Сулеевнефть».
В общей сложности Курбан Валиев отдал нефтяной промышленности около 50 лет. Подсчитано, что он непосредственно участвовал в добыче более 40 млн тонн «черного золота».
Жил в городе Альметьевск. Скончался 26 июня 1980 года.
Награждён орденами Ленина, Трудового Красного Знамени, «Знак Почета», медалями.
В городе Альметьевск именем героя-нефтяника названа улица.